# Калинівка (Нововасилівська селищна громада)
Кали́нівка (МФА: [kɐˈɫɪɲiu̯kɐ] ( прослухати)) — село в Україні, у Нововасилівській селищній громаді Мелітопольського району Запорізької області. Населення становить 79 осіб. До 2020 року орган місцевого самоврядування — Розівська сільська рада.

## Географія
Село Калинівка розташоване за 157 км від обласного центру та 45 км від районного центру,  біля витоків річки Апокни (Апанли). На відстані 2,5 км знаходиться сусіднє село Розівка. Найближча залізнична станція Мелітополь (за 45 км).

## Історія
Село засноване 1930 року. З 1935 року перебувало у складі Приазовського району.
12 червня 2020 року, відповідно до розпорядження Кабінету Міністрів України № 713-р «Про визначення адміністративних центрів та затвердження територій територіальних громад Запорізької області», Розівська сільська рада об'єднана з Нововасилівською селищною громадою.
17 липня 2020 року, в результаті адміністративно-територіальної реформи та ліквідації Приазовського району, село увійшло до складу Мелітопольського району.